# Predrag Filipović (Leichtathlet)
Predrag Filipović (serbisch-kyrillisch Предраг Филиповић; * 5. Oktober 1978 in Leskovac) ist ein serbischer Geher.
Sein erstes internationales Rennen bestritt Filipović, der für den Crna Trava startet, am 12. Oktober 2002 beim Geher-Weltcup in Turin. Dort lief er auf den 54. Platz. Ein Jahr später erreichte er im Europacup den 9. Platz. Bei den Leichtathletik-Weltmeisterschaften 2003 in Paris lief er über 20 Kilometer auf 22. Platz. Er nahm an den Olympischen Spielen 2004 in Athen in der Disziplin 20 km Gehen teil und wurde 39. Bei den Olympischen Spielen 2008 in Peking wurde er in der gleichen Disziplin 41. Bei den Leichtathletik-Weltmeisterschaften 2009 in Berlin erreichte er den 39. Platz über 20 Kilometer. Bei den Leichtathletik-Europameisterschaften 2010 in Barcelona erreichte er mit einer Zeit von 4:06:29 h über 50 Kilometer den 15. Platz.
Filipović wurde 2003 nationaler Meister von Serbien und Montenegro sowie 2008 und 2009 serbischer Meister über 20 Kilometer. Zudem gewann er von 2003 bis 2008 die Balkanmeisterschaften über die gleiche Distanz.

## Bestleistungen
- 10 km Gehen: 40:47,12 min, 5. Juni 2010, Kragujevac
- 20 km Gehen: 1:21:50 h, 22. März 2003, Surcin
- 50 km Gehen: 4:00:52 h, 11. Oktober 2009, Iwano-Frankiwsk